# Petit (futbolista)
Armando Gonçalves Teixeira (Estrasburgo, Francia, 25 de septiembre de 1976), más conocido como Petit, es un exfutbolista y entrenador portugués. Actualmente está sin club.
Recibió el apodo de Petit por su pequeña estatura y también porque nació en Francia. También se hizo conocido como Pitbull entre sus seguidores debido a su enfoque feroz, además de un poderoso tiro exterior.
Después de ayudar al Boavista F. C. a ganar su primer y único campeonato de la Primeira Liga, acumuló más de 200 apariciones oficiales con el Benfica, ganando otros tres títulos importantes. También pasó varias temporadas en Alemania con el F. C. Colonia, pero sus últimos años se vieron empañados por problemas de lesiones.

## Trayectoria

### Como jugador

#### Inicios en Boavista
Petit nació de padres portugueses en Estrasburgo, Francia, y se mudó a la tierra natal de sus padres a la edad de dos años, instalándose en la zona de Bom Pastor de Paranhos en Oporto. Después de cuatro años en clubes modestos, se estableció por primera vez en la Primeira Liga con Gil Vicente, donde fue un jugador clave, ayudando al equipo de Barcelos a lograr su mejor resultado en primera división.
Posteriormente, se marchó al Boavista donde fue decisivo en la única conquista liguera del equipo y pasando a tener su primera experiencia en la Liga de Campeones de la UEFA. Hizo su debut en esta última competición el 11 de septiembre de 2001, jugando los 90 minutos completos en un empate 1-1 en la fase de grupos contra el Liverpool.

#### Benfica
En julio de 2002 se mudó al S. L. Benfica con un contrato de cinco años por €3 millones, conservando Boavista la mitad de sus derechos económicos. En junio de 2005, inmediatamente después de ganar la liga, amplió su contrato hasta 2010. Marcó sus únicos goles europeos en la temporada 2006-07 cuando el equipo alcanzó las semifinales de la Copa de la UEFA.

#### F. C. Colonia y etapa final
El 30 de julio de 2008 firmó un contrato de dos años con el F. C. Colonia de Alemania, con opción a un tercero; el Benfica conservaría la primera opción si regresara a su tierra natal y recibiría 3 millones de euros si eligiera otro equipo portugués. A la edad de 35 años, se perdió toda la temporada 2011-12 debido a una lesión del ligamento cruzado anterior, por lo que no pudo ayudar a que el equipo evitara el descenso a la 2. Bundesliga.
En agosto de 2012 regresó al Boavista, con el club en la Tercera División. Luego de una temporada, decidió retirarse del fútbol profesional.

#### Selección nacional
Petit hizo su debut con Portugal el 2 de junio de 2001, en un empate 1-1 contra Irlanda en Dublín para las eliminatorias para la Copa Mundial de la FIFA 2002.Asimismo, integró también el equipo que llegó a la final de la Eurocopa 2004, celebrada en su país.
En el Mundial 2006 fue seleccionado para las etapas finales donde anotó un gol en propia puerta en el minuto 61 del partido por el tercer lugar contra Alemania, convirtiéndose en el cuarto jugador del torneo en anotar de esa manera. Antes del inicio de la Eurocopa 2008, anunció que se retiraría del fútbol internacional a los 31 años. En total, disputó 57 encuentros y marcó cuatro goles.

##### Participaciones en Copas del Mundo
| Mundial                        | Sede                | Resultado     |
| ------------------------------ | ------------------- | ------------- |
| Copa Mundial de Fútbol de 2002 | Corea del Sur Japón | Primera fase  |
| Copa Mundial de Fútbol de 2006 | Alemania            | Cuarto puesto |

##### Participaciones en Eurocopas
| Copa          | Sede            | Resultado        |
| ------------- | --------------- | ---------------- |
| Eurocopa 2004 | Portugal        | Subcampeón       |
| Eurocopa 2008 | Austria · Suiza | Cuartos de final |

### Como entrenador

#### Boavista
En octubre de 2012, fue nombrado jugador-entrenador del Boavista, convirtiéndose en técnico a tiempo completo la temporada siguiente. El club regresó a la máxima categoría por motivos administrativos en 2014, y en su debut como entrenador profesional perdió 1-0 en casa ante el S. L. Benfica el 24 de agosto.El 28 de noviembre de 2015, dejó su cargo por motivos personales.

#### Tondela
Once días después de dejar Boavista, fue designado como entrenador del C. D. Tondela para su primera campaña en la Primeira Liga. En su primera temporada, evitó el descenso del club en la última jornada. Posteriormente, firmó un nuevo contrato que duraría hasta 2018, pero se fue el 8 de enero de 2017 después de una derrota en casa por 1-2 ante el F. C. Arouca.

#### Cuatro clubes en dos años
En marzo de 2017, fue contratado en el Moreirense F. C. con el objetivo de mantenerlos en la Primeira Liga, y se fue dos meses después de mutuo acuerdo cuando se cumplió la misión. El 23 de octubre el Paços de Ferreira lo contrató en un intento de preservar su lugar en la máxima categoría, y dejó su cargo por decisión propia en enero siguiente luego de una serie de malos resultados.
En febrero de 2018, inició su segunda etapa en el Moreirense F. C.,y se fue nuevamente después de mantenerlos en la primera división de Portugal. En noviembre del mismo año, fue nombrado como entrenador del Marítimo, con un contrato hasta final de campaña. Dejó el club portugués al finalizar su contrato, ya que no ejerció la opción de renovación por un año más.

#### Belenenses SAD
El 15 de enero de 2020, fue contratado por su sexto equipo portugués de la primera división, convirtiéndose en el tercer entrenador de la campaña del Belenenses SAD, ya que estaba un punto por encima de la zona de descenso. El 19 de octubre de 2021, renunció a su cargo a pesar de que le quedaban ocho meses de contrato.

#### Regreso al Boavista
El 2 de diciembre de 2021, inició su segundo ciclo en el Boavista F. C. con un contrato hasta la temporada 2022-23.Dos años después, presentó su renuncia al cargo tras una derrota de liga por 3-1 ante Estrela da Amadora, que fue la quinta consecutiva de su equipo.

#### Cuiabá
El 1 de mayo de 2024, fue confirmado como entrenador del Cuiabá E. C.Luego de casi cuatro meses en el cargo, presentó su renuncia después de perder por 5-0 ante Palmeiras.

#### Rio Ave
El 7 de noviembre de 2024, asumió al frente del Rio Ave F. C. y firmó un contrato hasta junio de 2025. En mayo de 2025, el club anunció su salida después de que no se le renovara el contrato.

## Clubes

### Como jugador
| Club              | País     | Año       |
| ----------------- | -------- | --------- |
| A. D. Esposende   | Portugal | 1995-1996 |
| Gondomar S. C.    | Portugal | 1996-1997 |
| União de Lamas    | Portugal | 1997-1998 |
| A. D. Esposende   | Portugal | 1998-1999 |
| Gil Vicente F. C. | Portugal | 1999-2000 |
| Boavista F. C.    | Portugal | 2000-2002 |
| S. L. Benfica     | Portugal | 2002-2008 |
| 1. F. C. Colonia  | Alemania | 2008-2012 |
| Boavista F. C.    | Portugal | 2012-2013 |

### Como entrenador
| Club                    | País     | Año       |
| ----------------------- | -------- | --------- |
| Boavista F. C.          | Portugal | 2012-2015 |
| C. D. Tondela           | Portugal | 2015-2017 |
| Moreirense F. C.        | Portugal | 2017      |
| F. C. Paços de Ferreira | Portugal | 2017-2018 |
| Moreirense F. C.        | Portugal | 2018      |
| C. S. Marítimo          | Portugal | 2018-2019 |
| Belenenses SAD          | Portugal | 2020-2021 |
| Boavista F. C.          | Portugal | 2021-2023 |
| Cuiabá E. C.            | Brasil   | 2024      |
| Rio Ave F. C.           | Portugal | 2024-2025 |

## Palmarés

### Como jugador

#### Campeonatos nacionales
| Título                | Club          | País     | Año     |
| --------------------- | ------------- | -------- | ------- |
| Primeira Liga         | Boavista      | Portugal | 2000-01 |
| Copa de Portugal      | S. L. Benfica | Portugal | 2003-04 |
| Primeira Liga         | S. L. Benfica | Portugal | 2004-05 |
| Supercopa de Portugal | S. L. Benfica | Portugal | 2005    |

#### Distinciones individuales
| Distinción                   | Año  |
| ---------------------------- | ---- |
| Futbolista portugués del año | 2001 |
| Balón de Oro portugués       | 2006 |